# Фінікова пальма канарська
{{#ifeq:0|0|{{#if:|{{#if:Phoenixcanariensis|[[]}}|}}}}
Фінікова пальма канарська або фінік канарський (лат. Phoenix canariensis, ісп. palmera canaria)  — вид дерев з роду фінікова пальма родини пальмові). Є ендеміком Канарських островів і також їх природним символом (разом з канаркою).

## Опис
Фінік канарський — велике дерево з прямим стовбуром висотою 10-20 м (іноді зростає до 40 м). Листя перисті, 4-6 м в довжину, з 80-100 листівками на кожній стороні центрального рахісу. Плоди овальної форми жовто-помаранчевого кольору, кістянка має 2 см у довжину і 1 см у діаметрі і містить одну велику насінину. Росте дерево повільно, розмножують його виключно насінням. М'якоть плодів їстівна, але занадто тонка, щоб її було варто їсти. На Канарських островах сік цієї фінікової пальми використовується, щоб зробити пальмовий сироп.

## Розповсюдження
Фінікова пальма канарська дуже широко розповсюджена людиною як декоративна рослина у помірно теплих регіонах світу, особливо в районах із Середземноморським кліматом. Але і в деяких районах з помірним океанічним кліматом, таких як Ірландія і Нормандські острови її також можна вирощувати, необхідно лише щоб температура повітря ніколи не опускалася нижче −10 або −12° C протягом тривалого періоду, якщо холодний період довший, ніж зазвичай, то потребує захисту.

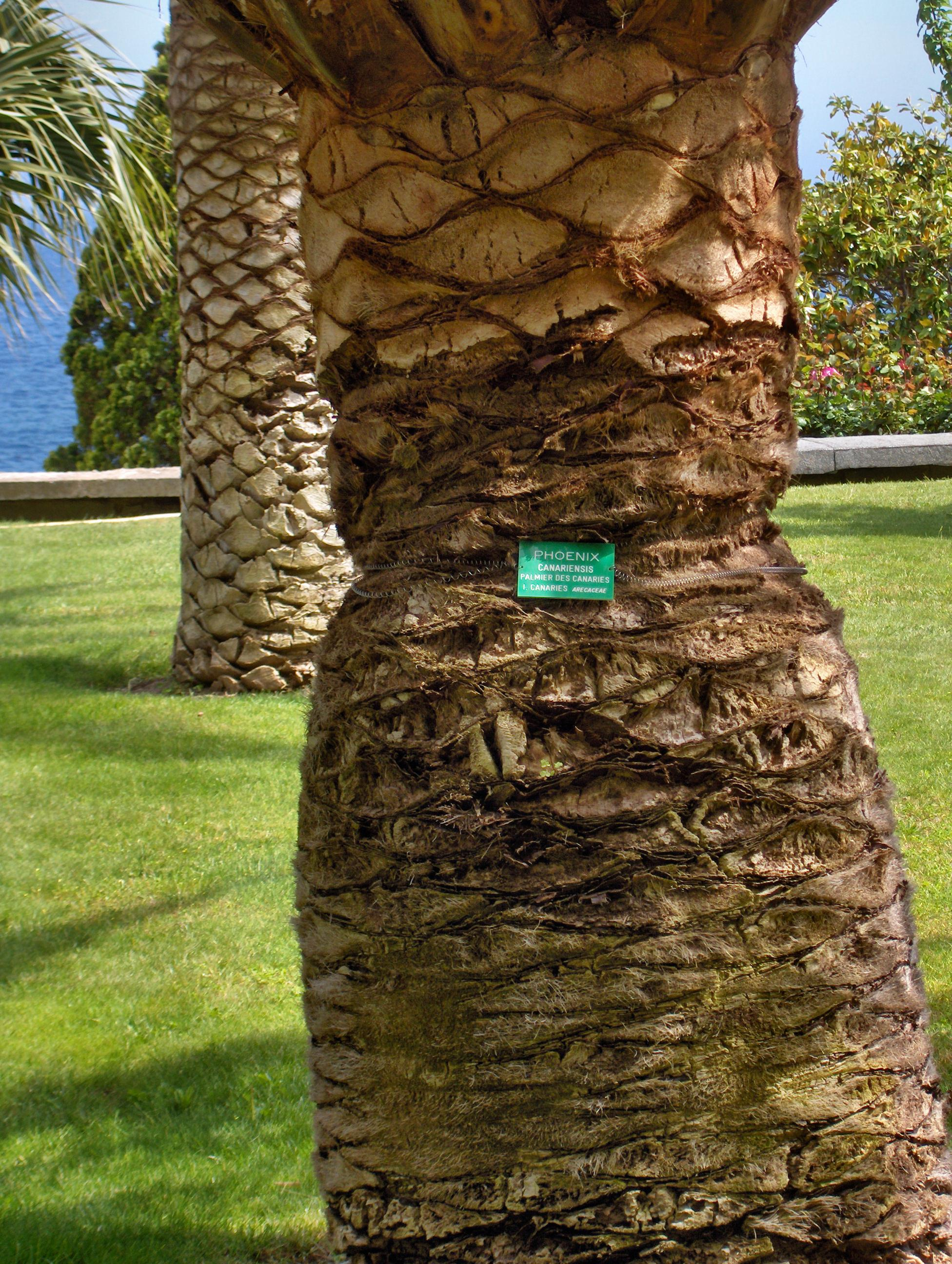
Кора фініка канарського
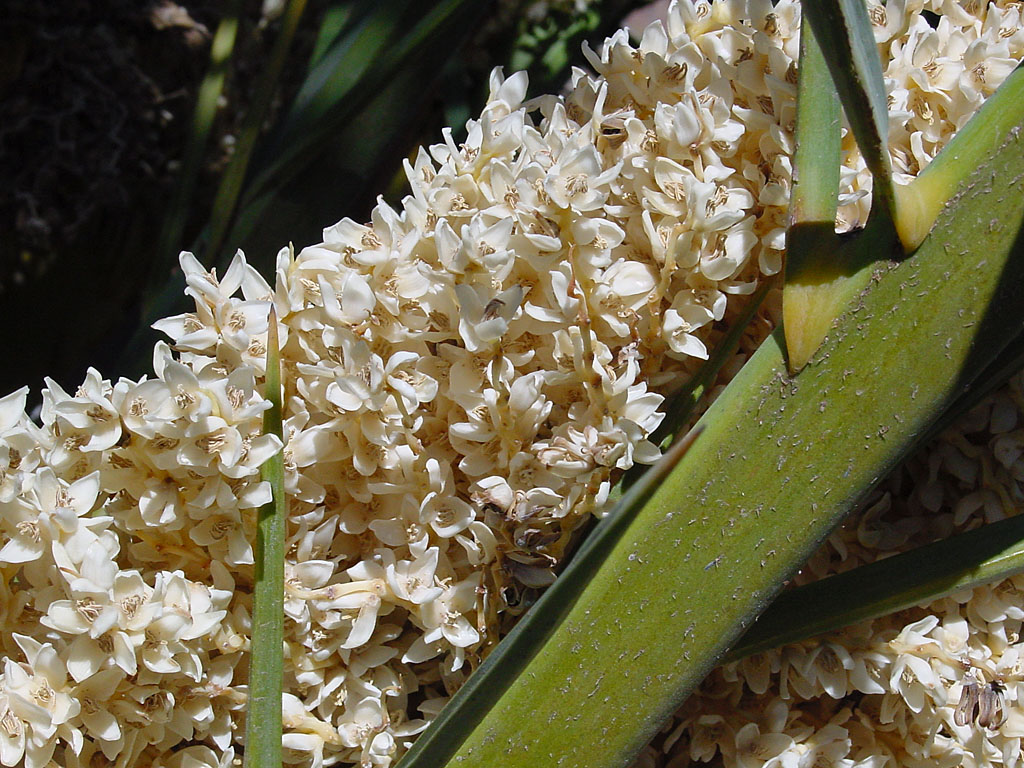
Квіти фініка канарського
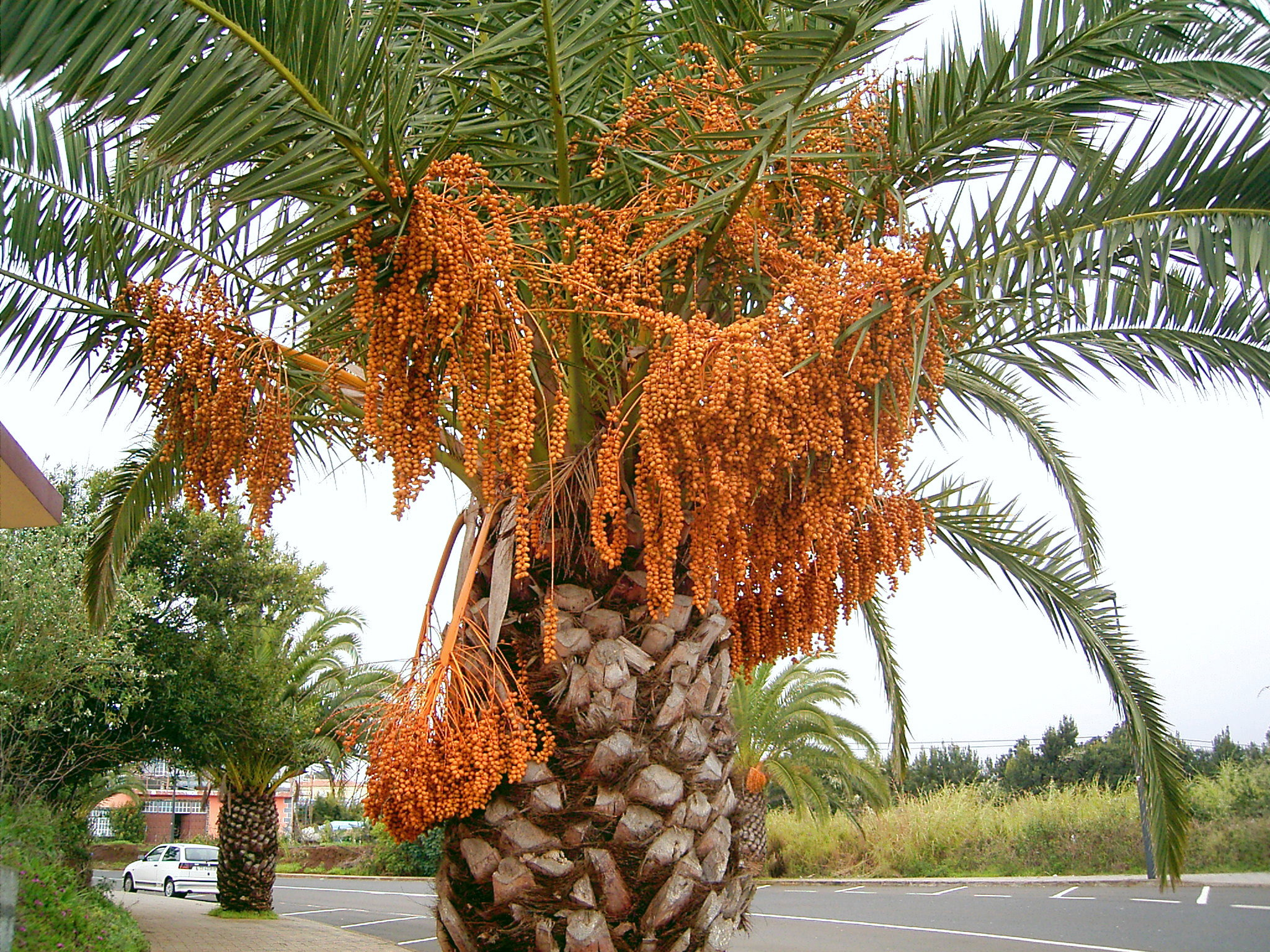
Плоди фініка канарського
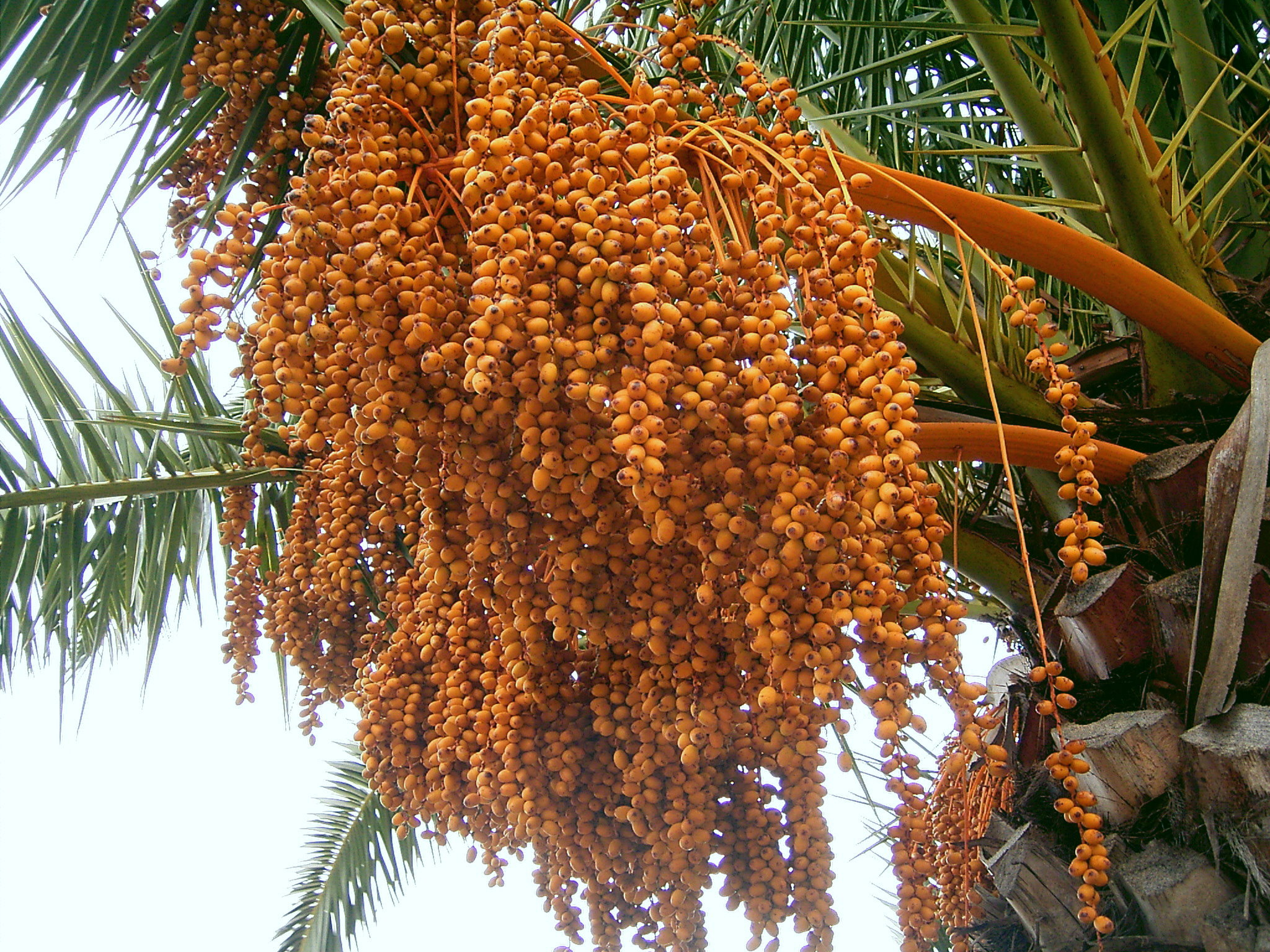
Плодове гроно фініка канарського
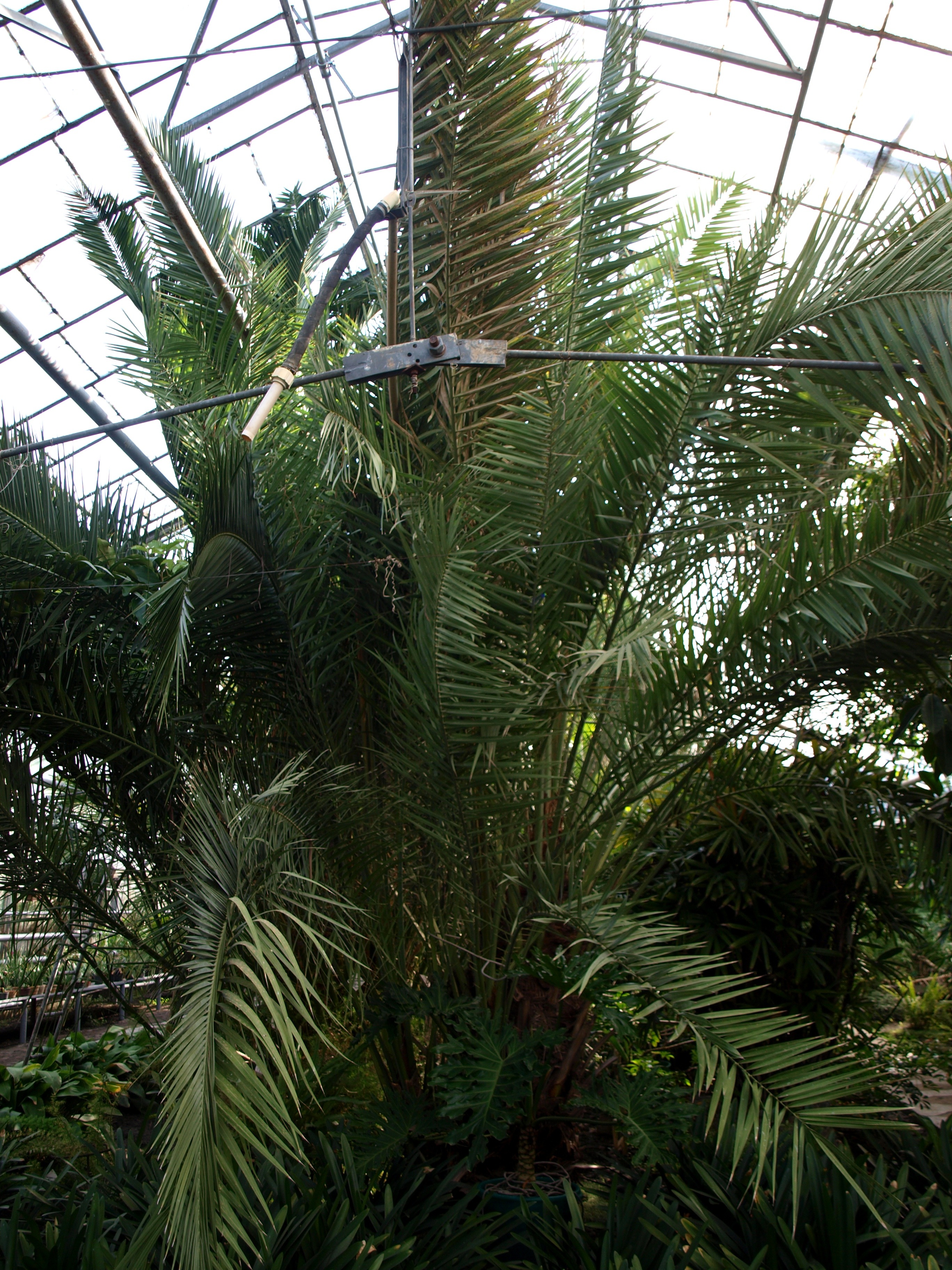
Фінік канарський у Полтавському ботанічному саду
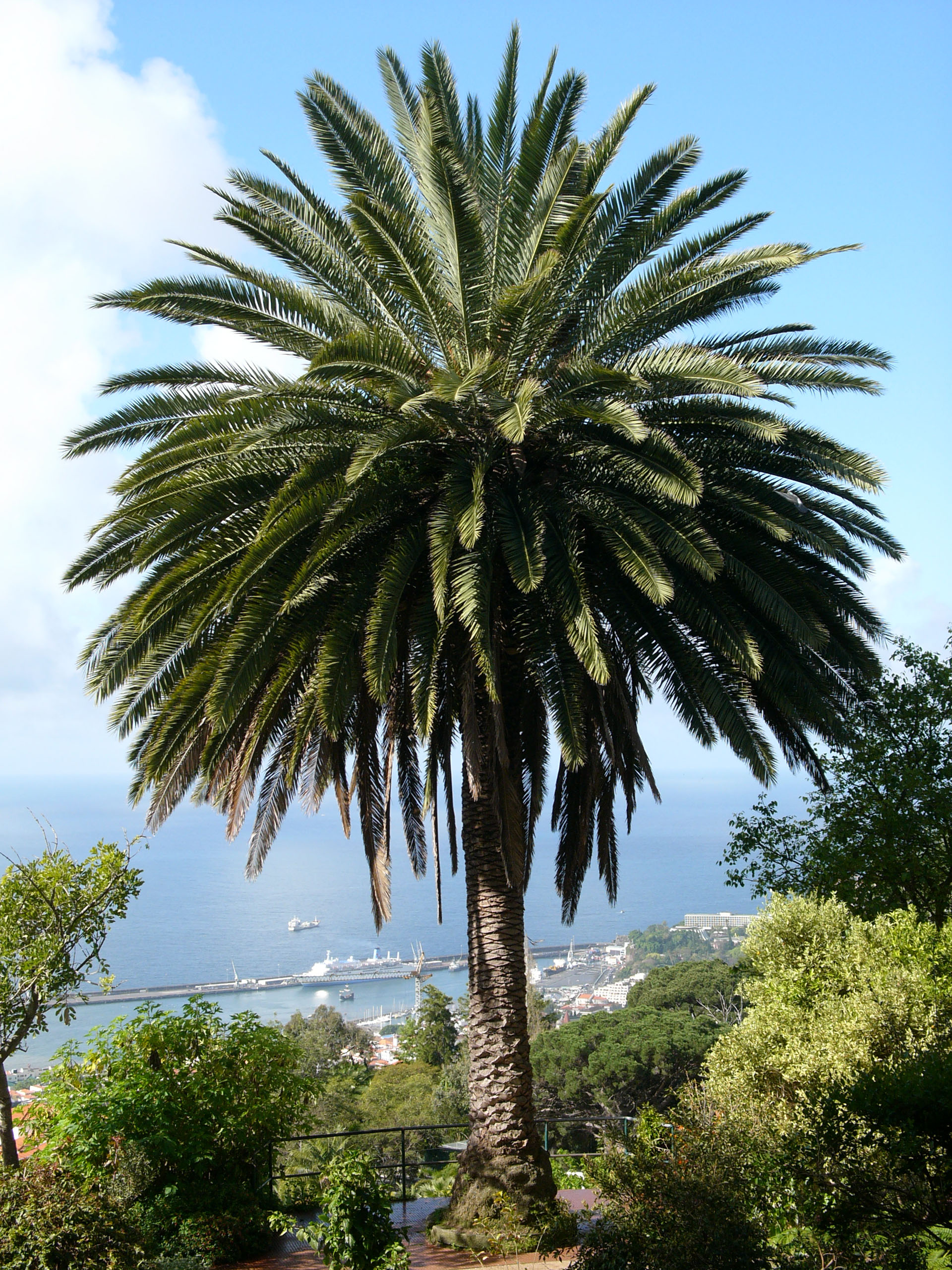
Фінік канарський у ботанічному саду Мадейри
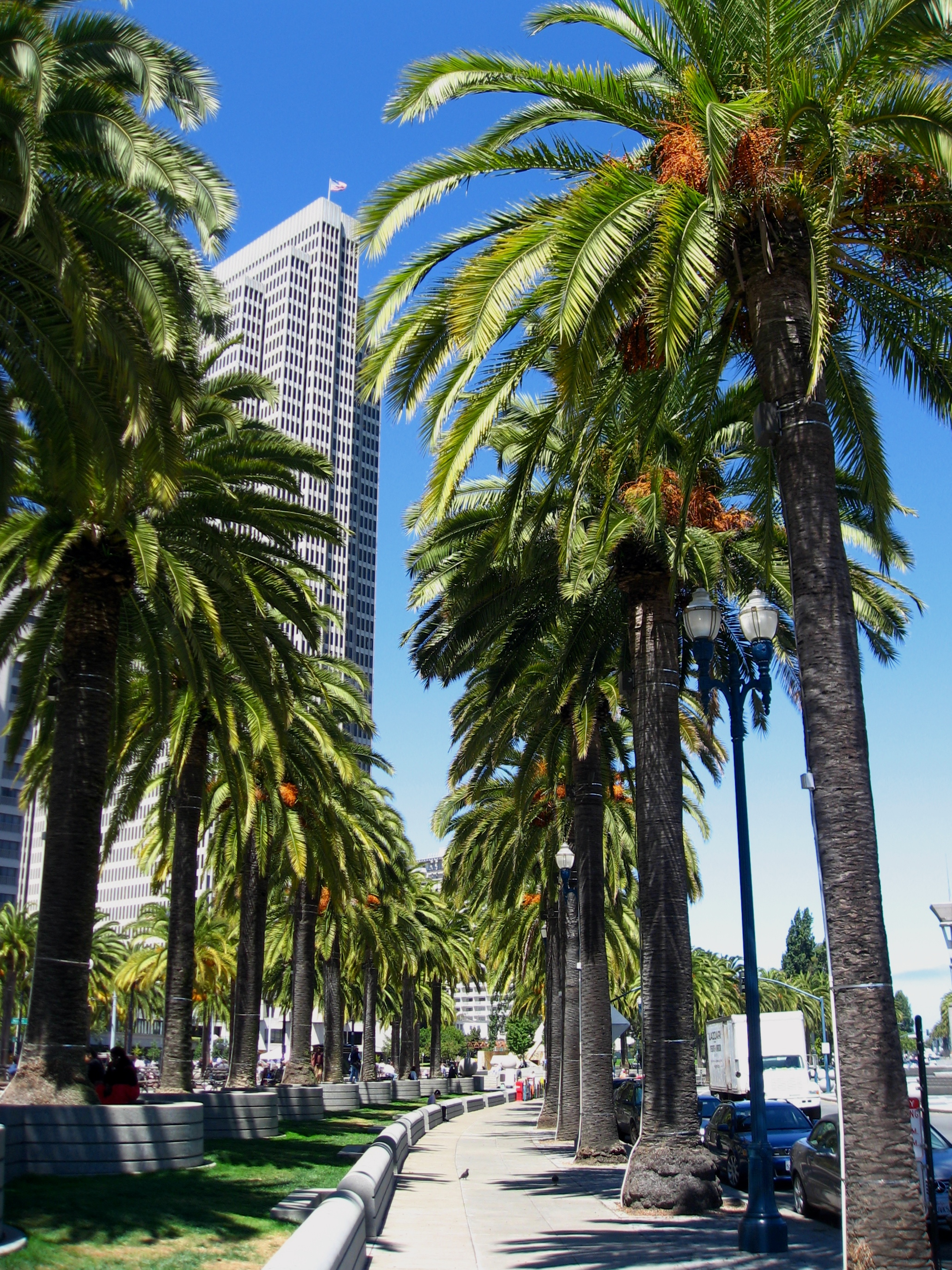
Фінік канарський у Сан-Франциско